# Jesús María (Aguascalientes)
Pour les articles homonymes, voir Jesús María.

Jesús María est une ville de l'état d'Aguascalientes au Mexique. Elle est le chef-lieu de la commune de Jesús María.

## Situation géographique
Le chef-lieu (ville de Jesús María) est situé à onze kilomètres au nord de la capitale de l'état (ville d'Aguascalientes), dans la partie centre-ouest de cet état.
La commune regroupe 120 villes, villages, hameaux ou lieux-dits parmi lesquels les plus importants sont : Jesús María, Jesús Gómez Portugal et Valladolid.
Coordonnées: 10 20 21' de longitude ouest et 21 05 08' de latitude nord.
Superficie : 499,18 km2
Soit 8,96 % de la superficie totale de l'état d'Aguascalientes.
Altitude : 1 880 m
Communes limitrophes :
- Au nord : commune de San José de Gracia, Pabellón et San Francisco de los Romo
- Au sud et l'ouest : commune d'Aguascalientes
- À l'ouest : commune de Calvillo.

## Démographie
Population : 64 097 habitants.
Soit 6,78 % de la population de l'état d'Aguascalientes.